# Tiro ai Giochi della V Olimpiade - Bersaglio mobile a squadre
La competizione del bersaglio mobile a squadre  di tiro a segno ai Giochi della V Olimpiade si tenne il 4 luglio 1912 a Råsunda, Solna, Stoccolma. 

## Risultati
4 tiratori per squadra. Distanza 100 metri.
| Pos.    | Nazioni     | Atleti                | Punti       | Punti  |
| Pos.    | Nazioni     | Atleti                | Individuali | Totali |
| ------- | ----------- | --------------------- | ----------- | ------ |
| Oro     | Svezia      | Oscar Swahn           | 43          | 151    |
| Oro     | Svezia      | Åke Lundeberg         | 39          | 151    |
| Oro     | Svezia      | Alf Swahn             | 37          | 151    |
| Oro     | Svezia      | Per-Olof Arvidsson    | 32          | 151    |
| Argento | Stati Uniti | Walter Winans         | 39          | 132    |
| Argento | Stati Uniti | Bill Leushner         | 38          | 132    |
| Argento | Stati Uniti | William Libbey        | 37          | 132    |
| Argento | Stati Uniti | William McDonnell     | 18          | 132    |
| Bronzo  | Finlandia   | Nestori Toivonen      | 38          | 123    |
| Bronzo  | Finlandia   | Iivar Väänänen        | 30          | 123    |
| Bronzo  | Finlandia   | Axel Fredrik Londen   | 29          | 123    |
| Bronzo  | Finlandia   | Ernst Rosenqvist      | 26          | 123    |
| 4       | Austria     | Peter Paternelli      | 34          | 115    |
| 4       | Austria     | Adolf Michel          | 33          | 115    |
| 4       | Austria     | Heinrich Elbogen      | 29          | 115    |
| 4       | Austria     | Eberhard Steinböck    | 19          | 115    |
| 5       | Russia      | Vasily Skrotsky       | 36          | 108    |
| 5       | Russia      | Dmitry Barkov         | 26          | 108    |
| 5       | Russia      | Harry Blau            | 23          | 108    |
| 5       | Russia      | Aleksandr Dobrzhansky | 23          | 108    |